# War Story (Yelawolf)
War Story è l'ottavo album in studio del rapper statunitense Yelawolf. È stato pubblicato il 7 giugno 2024 dall'etichetta Slumerican Records.

## Antefatti
Yelawolf è tornato a pubblicare un nuovo album da studio, War Story, a più di tre anni dal precedente Mud Mouth .Con un’impressionante tracklist composta da ben venticinque tracce, questo progetto rappresenta uno dei lavori più estesi e audaci dell’artista dell’Alabama.
Nonostante la presenza di collaborazioni di spicco come Killer Mike, DJ Paul e Jelly Roll, Yelawolf è il protagonista del disco e di traccia in traccia dimostra ancora una volta la sua versatilità come rapper e cantautore.
Anticipato dai singoli Make You Love Me, Everything e New Me, War Story mostra un Yelawolf determinato a offrire ai suoi fedeli fan un contenuto di alta qualità, con quel mix di rap e melodico che da sempre contraddistingue la sua carriera, spesso segnata da exploit ma anche da momenti di “indifferenza” da parte del grande pubblico e addetti al settore.Il lancio di War Story arriva poco dopo una toccante rivelazione, durante il Bootleg Kev Podcast. Qui, Yelawolf ha condiviso con i fan quanto sia stato profondamente colpito dalla perdita dell’amico e collega Mac Miller: “Quando Mac è passato a miglior vita, amico, ero così ferito che ho dato via tutto ciò che possedevo. Questa è una storia vera. Ho dato via ogni articolo di abbigliamento che possedevo il giorno dopo. Solo perché sentivo di dover fare qualcosa di bello. Nessuno sapeva davvero quanto fossimo amici perché non abbiamo mai fatto musica insieme“.Tornando a War Story, possiamo dire come si riveli essere un altro disco con cui Yelawolf dimostra di essere un artista solido, capace sia di rappare che di far trasportare l’ascoltatore su vibes differenti. Tracce Everything, Farewell, Cars e Marijuana sono sicuramente tra le meglio riuscite dell’intero progetto, almeno per teste hip-hop come le nostre.

## Tracce
| 1.  | "Trailer In The Sky" | 2:45 |
| 2.  | "Glasses Up"         | 3:11 |
| 3.  | "Make You Love Me"   | 3:15 |
| 4.  | "Juliana"            | 3:05 |
| 5.  | "Marijuana"          | 3:44 |
| 6.  | "Goodbye Mornin’"    | 4:17 |
| 7.  | "Cars"               | 3:08 |
| 8.  | "Lookin Over"        | 2:33 |
| 9.  | "Farewell"           | 3:29 |
| 10. | "Talkin"             | 2:39 |
| 11. | "Cookin Cocaine"     | 2:46 |
| 12. | "Legend"             | 3:17 |
| 13. | "New Me"             | 3:49 |
| 14. | "Bad News"           | 3:11 |
| 15. | "Box Chevy 8"        | 4:12 |
| 16. | "Another Drink"      | 3:56 |
| 17. | "Barn Fire"          | 4:23 |
| 18. | "Flashlight"         | 3:17 |
| 19. | "Bang Bang Bobby"    | 3:28 |
| 20. | "Tonight"            | 3:11 |
| 21. | "Everything"         | 4:24 |
| 22. | "Bad Motherfucker"   | 3:04 |
| 23. | "Work"               | 3:44 |
| 24. | "Ticket"             | 3:50 |
| 25. | "Put ‘Em Up"         | 4:22 |